# Baniana chelesema
Baniana chelesema là một loài bướm đêm trong họ Erebidae.